# Crematogaster binghamii
Crematogaster binghamii är en myrart som beskrevs av Auguste-Henri Forel 1904. Crematogaster binghamii ingår i släktet Crematogaster och familjen myror. Inga underarter finns listade i Catalogue of Life.